# Boulevard du Crime

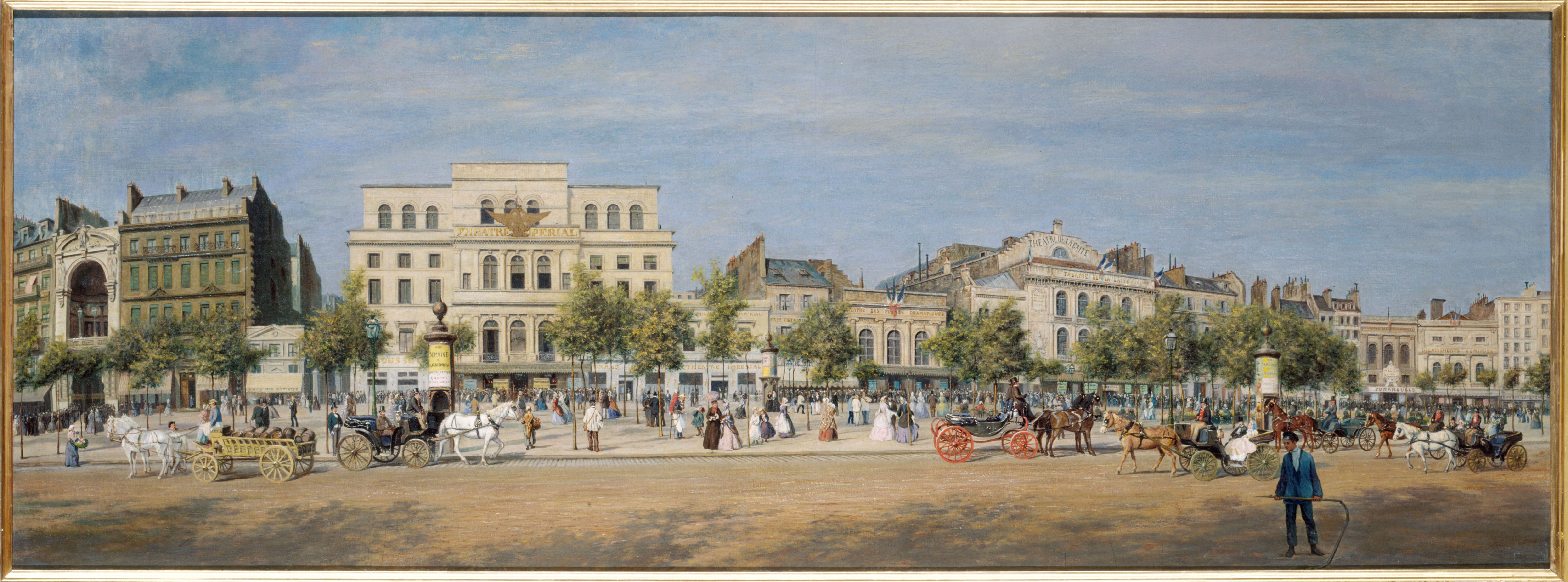
Boulevard du Temple v roce 1862, zleva doprava: Théâtre historique, Cirque-Olympique, Folies dramatiques, Gaîté, Funambules, Délassements comiques (Adolphe Martial Potémont, Musée Carnavalet).

Boulevard du Crime (tj. Bulvár zločinu) byla v 19. století přezdívka pro Boulevard du Temple v Paříži v 11. obvodu, neboť se na něm nalézalo množství melodramatických divadel, ve kterých se často uváděly divadelní hry s tématem zločinu.

## Historie
Na bulváru sídlily Théâtre-Lyrique, Théâtre de l'Ambigu (vyhořelo 1826), Cirque-Olympique, Folies dramatiques, Gaîté-Lyrique, Funambules, Délassements comiques, Théâtre des Associés, Théâtre des Pygmées, Petit-Lazari a rovněž množství kabaretů a tančíren.
Všechna divadla se nacházela na východní straně bulváru. Budovy byly zbořeny v roce 1862 během přestavby Paříže vedené baronem Haussmannem. Pouze Folies-Mayer uniklo demolici při výstavbě Place de la République, neboť leželo na druhé straně chodníku a dnes nese název Théâtre Déjazet.

## Boulevard du Crime v kinematografii
Ve filmu Děti ráje Marcela Carného z roku 1945 je Boulevard du Crime označením pro první zde dvou epoch ve filmu. Boulevard du Crime je rovněž jedním z míst, kde se odehrává děj filmu Fantom Paříže (2001).